# Cristoforo Gherardi
Cristoforo Gherardi, conosciuto anche come Cristofano Gherardi e detto Il Doceno (Sansepolcro, 1508 – Sansepolcro, 4 aprile 1556), è stato un pittore italiano.

## Biografia

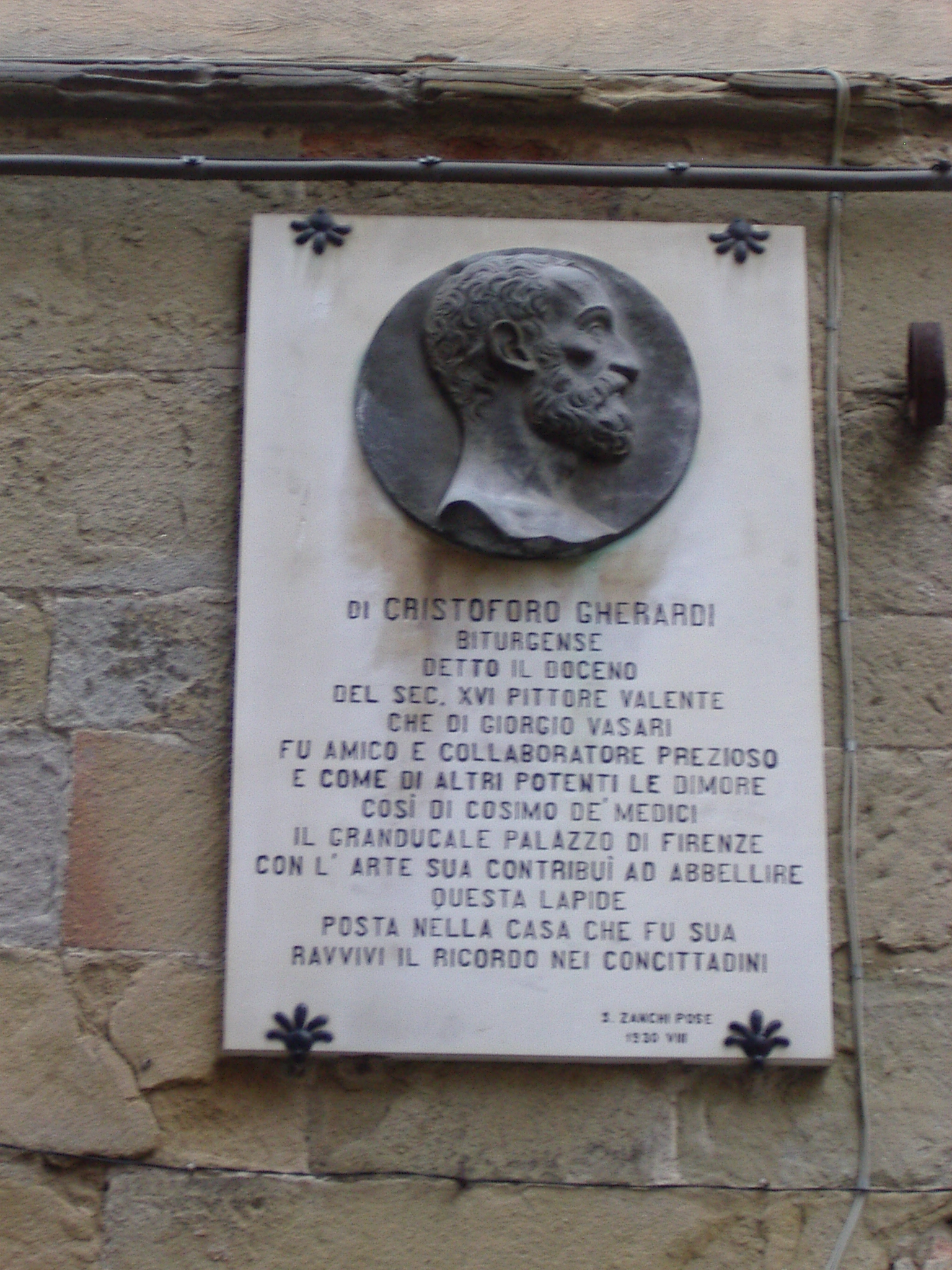
Piastra commemorativa sulla casa natale a Sansepolcro

Il pittore fu allievo di Raffaellino del Colle.  Collaborò successivamente con Giorgio Vasari diventandone un prezioso aiuto e amico. Sospettato di cospirazione contro i Medici di Firenze (1537), fuggì da Sansepolcro e si rifugiò nella vicina Valtiberina pontificia (San Giustino, Città di Castello). Lavorò principalmente in Toscana e Umbria, seguì poi il Vasari a Bologna, Roma, Venezia e, finalmente riabilitato (1554), Firenze (perduta facciata del palazzo di Sforza Almeni e quartiere degli Elementi in Palazzo Vecchio). Tra le sue opere principali si segnalano gli interventi nel castello Bufalini di San Giustino e nei due palazzi Vitelli, alla Cannoniera e a San Giacomo, di Città di Castello.
L'unica pala di soggetto sacro del pittore, la Madonna col Bambino e Angeli, San Girolamo, Santa Sofia (?) e le Virtù Cardinali, è oggi nel Museo Diocesano di Recanati, proveniente dalla Chiesa di San Domenico, del 1547 circa. In essa sono presenti elementi derivati dal maestro Raffaellino del Colle, ma anche dal linguaggio eccentrico e stravagante dei fanesi Bartolomeo e Pompeo Morganti, nell'affollamento dello spazio e nel gusto per la decorazione.